# Дзеркальний палац
48°52′09″ пн. ш. 2°22′06″ сх. д. / 48.8692° пн. ш. 2.36825° сх. д.
Дзеркальний палац (фр. Palais des glaces) — театральний і концертний зал у Парижі (Франція), що діє з 1876 року за адресою рю дю Фобур-дю-Тампль (фр.), будинок 37, в 10 окрузі.
Заклад використовується як кафе-театр. З 2002 року керує Жан-П'єр Бігар, який також керує театром Комеді де Парі. Дзеркальний палац складається з двох залів: головного на п'ятсот місць (розділеного між оркестром та балконом) і так званого Малого дзеркального палацу на сто місць.

## Історія

### Початок
Заклад був відкритий в 1876 році під назвою «Bolero Star», спочатку він використовувався для пісенних концертів, та незабаром був перейменований в «Bijou Concert». Згодом під впливом різних директорів (Альберта Шрамека, фахівця з кафе-шантанів; потім Поля Руеза, директора Фолі-Бержер, Олімпії та Мулен Руж) приміщення стали переважно використовувати для театральних постановок. Дзеркальний палац діяв то як мюзик-хол, то як театральна сцена, залежно від директорів і фінансового стану. 1924 року приміщення повністю перебудували під великий кінотеатр Дзеркального палацу (через його новий фасад, вкритий дзеркалами).

### З 1970-х років
У 1970 році керівництво відмовилося від кінематографа, щоб повернутися до музики, Дзеркальний палац свого часу вітав таких артистів, як Марсель Даді, Touré Kunda (фр.), Ніна Сімон та The Clash.
28 березня 1977 року Марк Зерматі (фр.) організував у залі «Nuit punk» (фр. «Ніч панка»), концерт, в якому взяли участь Wayne County and the Electric Chairs (англ.), Stinky Toys (фр.), The Jam, Generation X та The Police.
1988 року палац знову став театром — продюсер Джиммі Леві купив його та поступово перепрофілював під гумористичні вистави. Таким чином, театр побачив на своїй сцені нове покоління французьких коміків, таких як дует Les Vamps (фр. у 1989, 1991 та 1995 роках), П'єр Пальмад (фр. 1990), Жан-Марі Бігар (1992), дует Шевальє 9 Тіс, Ласпа, Лас ес, Ласпа, Лас лес, дует Шевальє і Ласпа. (Фр., 1993), Марк Жоліве (Фр., 1994), дует Елі та Дьєдонне (Фр., 1996), Гад Ельмалех (1996), дует Ерік і Рамзі (Фр., 1998). Влітку 2002 року Дзеркальний палац викупив брат французького гумориста Жана-Марі Бігара — Жан-П'єр Бігар — який керує ним і донині. З того часу зал перепрофільований під моновистави й комедії.
У 2010 році 50 приватних театрів Парижа, що входили в Асоціацію підтримки приватних театрів (ASTP) і Національний синдикат режисерів та виконавців приватних театрів (SNDTP), членом якого є Дзеркальний палац, вирішили об'єднатися під новим знаком, символом історичної моделі приватного театру.